# Magdalena Kožená
Magdalena Kožená (Brno, 26 maggio 1973) è un mezzosoprano ceca.

## Biografia
La Kožená è nata a Brno in Moravia meridionale. Suo padre è un matematico e la madre una biologa. Il suo desiderio iniziale era quello di essere una pianista, ma dopo la rottura della mano all'età di sei anni ha incominciato a cantare, a partire dal Kantiléna, il Coro di Bambini e della Gioventù della Brno Philharmonic. Dal 1987 al 1991 ha studiato canto e pianoforte al Conservatorio di Brno e dal 1991 al il Collegio di Arti Sceniche di Bratislava laureandosi nel 1995. Nel 1995 ha vinto il premio al Concorso Internazionale Mozart.
Nel 1996 è stata Dorabella (Così fan tutte) al Teatro Janáček di Brno. Dal 1996 al 1997 è stata membro della Wiener Volksoper come Annio (La clemenza di Tito).
Nel 1998 ha interpretato Idamante in Idomeneo per l'Opera delle Fiandre diretta da Marc Minkowski.

## Carriera

### Registrazioni
La prima incisione della Kožená consisteva in arie di Bach registrate nella Repubblica ceca. Dopo averle ascoltate, la Deutsche Grammophon (DG) le ha fatto firmare un contratto. Le successive incisioni sono state i mottetti romani, le cantate italiane ed il Messiah di Händel con Marc Minkowski per la DG/Archiv ed il suo primo recital solistico su disco (Antonín Dvořák, Leoš Janáček e Martinů con Graham Johnson - Gramophone Vocal Solo Award, 2001) per la Deutsche Grammophon. Altre registrazioni comprendono recital di arie di Mozart, Christoph Willibald Gluck e Josef Mysliveček (con la Philharmonia di Praga e Michel Swierczewski), arie francesi con la Mahler Chamber Orchestra diretta da Minkoswski, Paride ed Elena di Gluck con la direzione orchestrale di Paul McCreesh, un recital con Malcolm Martineau ed un acclamato disco di cantate della famiglia Bach ("Lamento") con i Musica Antiqua Köln e Reinhard Goebel. Lei è la Gramophone Awards Artista dell'anno 2004. Tra le sue ultime registrazioni ci sono un disco con arie d'opera di Handel e uno con arie d'opera di Antonio Vivaldi, con l'Orchestra Barocca di Venezia diretta da Andrea Marcon per la DG/Archiv.

### Concerti, opere e recital
La Kožená appare regolarmente presso il Praga Spring ed ai Concentus Moraviae Festival. Ha tenuto recital a Londra, alla Schubertiade Schwarzenberg, a Bruxelles, Parigi, Amburgo, Amsterdam, Monaco di Baviera, Praga, Tokyo, Yokohama e Sapporo, Carnegie Hall, a San Francisco ed a Londra, Bruxelles, Lisbona, Vienna, Copenaghen, Amsterdam, Amburgo e Praga.
I suoi impegni operistici hanno incluso diversi notevole debutti: nella stagione 1999-2000 al Théâtre du Châtelet di Parigi nel ruolo di Orfeo in Orfeo ed Euridice con John Eliot Gardiner, al Festival di Vienna come Nerone ("L'incoronazione di Poppea") con Minkowski, nella stagione 2000-2001 all'Edinburgh International Festival (Sesto ne La clemenza di Tito), presso il Teatro dell'Opera di Lipsia (Mélisande in Pelléas et Mélisande con Minkowski), al Festival di Aix-en-Provence ed al Festival di Baden-Baden come Cherubino, nella stagione 2001-2002 presso l'Opera Olandese come Sesto ("Giulio Cesare") e nel 2002 al Festival di Salisburgo come Zerlina in Don Giovanni con Anna Netrebko ed i Wiener Philharmoniker diretta da Harnoncourt, canta nella Messa in Do minore K 427 di Mozart ed in Thamos, König in Aegypten di Mozart e nel Requiem (Fauré). Ha cantato nella performance del centenario Pelléas et Mélisande al Théâtre national de l'Opéra-Comique di Parigi diretta da Minkowski e più recentemente Cleopatra nel Giulio Cesare diretta da Minkowski.
I suoi impegni successivi hanno compreso i ruoli di Idamante in Idomeneo al Glyndebourne Festival Opera diretta da Rattle nel 2003, Cherubino ne Le nozze di Figaro sia per la Bavarian State Opera che per il suo debutto al Metropolitan Opera House con Ferruccio Furlanetto diretta da James Levine nel novembre 2003, Dorabella di Mozart in Così fan tutte (Festival di Pasqua di Salisburgo e di Berlino) e il suo ritorno nel 2004 al Metropolitan come Varvara (Káťa Kabanová) con Karita Mattila e Chris Merritt e nel 2005 come Dorabella in Così fan tutte con Barbara Frittoli diretta da Levine. Nel 2006 è Zerlina in Don Giovanni con la Netrebko nella trasferta del Metropolitan in Giappone al Hyogo Performing Arts Center di Kōbe ed al Tokyo Bunka Kaikan ed Idamante in Idomeneo al Metropolitan Opera House diretta da Levine ed al Théâtre des Champs-Élysées con Melisande.
Torna al Festival di Salisburgo nel 2006 per Idamante in Idomeneo con Ramón Vargas e tiene un recital accompagnata dal pianista Martineau, nel 2009 tiene un recital di Lied con Mitsuko Uchida e nel 2012 è Carmen con Jonas Kaufmann ed i Wiener Philharmoniker diretta da Rattle e tiene un recital di Lied con l'organista Christian Schmitt.
Nel 2007 è Angelina ne La Cenerentola al Royal Opera House di Londra.
Nel 2008 ha tenuto un recital accompagnata dal pianista Martineau al Teatro alla Scala di Milano.
Nel 2010 è Mélisande in Pelléas et Mélisande diretta da Rattle nel debutto del marito al Metropolitan.
Nel 2011 tiene un recital con Yefim Bronfman all'Usher Hall dell'Edinburgh International Festival ed è Lazuli ne L'étoile di Emmanuel Chabrier diretta da Rattle allo Staatsoper im Schiller Theater di Berlino.
Nel 2012 è Sesto ne La clemenza di Tito nel debutto al Wiener Staatsoper, tiene un recital con la Uchida a Praga, a Rotterdam canta in maggio ne L'Enfant et les sortilèges con Nathalie Stutzmann ed in giugno tiene un recital con Martineau, è Mélisande con José van Dam diretta da Charles Dutoit al Verbier Festival ed è Octavian in Der Rosenkavalier diretta da Rattle allo Staatsoper im Schiller Theater di Berlino.
Nel 2013 è la seconda Dama in Die Zauberflöte con i Berliner Philharmoniker diretta dal marito al Festspielhaus Baden-Baden ed in giugno tiene un recital nella Reggia di Versailles.

### Premi
- 2001 Gramophone Vocal Solo Award (Gramophone Award)
- 2001 Czech Crystal Award, il Golden Prague Festival Internazionale della Televisione - Miglior registrazione di un concerto o di palcoscenico (opera, operetta, balletto, danza, musica), Magdalena Kožená e Thierry Gregoire, Česká televize, Studio televisivo di Brno, Repubblica Ceca
- 2003 titolo di Cavaliere dell'Ordine delle Arti e delle Lettere dal Governo Francese
- 2004 Gramophone Awards Artista dell'anno

### Vita privata
La Kožená una volta era sposata con il baritono francese Vincent Le Texier. Il suo primo matrimonio finì dopo aver iniziato una relazione con il direttore d'orchestra Sir Simon Rattle. Nel marzo del 2005, ha dato alla luce il loro primo figlio, Jonas. Nel 2008 la coppia ha avuto un altro figlio di nome Milo. Si sono sposati nel mese di ottobre 2008 nella sua città natale di Brno.

## Repertorio
| Ruolo                                 | Titolo                         | Autore      |
| ------------------------------------- | ------------------------------ | ----------- |
| Carmen                                | Carmen                         | Bizet       |
| Lazuli                                | L'étoile                       | Chabrier    |
| Médée                                 | Médée                          | Charpentier |
| Mélisande                             | Pelléas et Mélisande           | Debussy     |
| Orphée                                | Orphée et Eurydice             | Gluck       |
| Paride                                | Paride ed Elena                | Gluck       |
| Cleopatra Sesto Pompeo                | Giulio Cesare in Egitto        | Händel      |
| Varvara                               | Káťa Kabanová                  | Janáček     |
| Julietta                              | Julietta                       | Martinů     |
| Messaggera                            | L'Orfeo                        | Monteverdi  |
| Penelope                              | Il ritorno di Ulisse in patria | Monteverdi  |
| Nerone                                | L'incoronazione di Poppea      | Monteverdi  |
| Idamante                              | Idomeneo                       | Mozart      |
| Cherubino                             | Le nozze di Figaro             | Mozart      |
| Zerlina                               | Don Giovanni                   | Mozart      |
| Dorabella                             | Così fan tutte                 | Mozart      |
| Zweite Dame                           | Die Zauberflöte                | Mozart      |
| Annio Sesto                           | La clemenza di Tito            | Mozart      |
| Un musico                             | Manon Lescaut                  | Puccini     |
| Une Bergère Première Phrygienne Songe | Dardanus                       | Rameau      |
| L'Enfant                              | L'Enfant et les sortilèges     | Ravel       |
| Angelina                              | La Cenerentola                 | Rossini     |
| Oktavian                              | Der Rosenkavalier              | Strauss     |

## Discografia parziale
- Bach (Famiglia), Musica della famiglia Bach - Goebel/MAK/Kozena, 1986/2003 Archiv Produktion
- Bizet: Carmen - Berliner Philharmoniker/Chor des Deutschen Staatsoper/Jonas Kaufmann/Magdalena Kozená/Sir Simon Rattle, 2012 Warner
- Dvorak/Janacek/Martinu: Love Songs - Graham Johnson/Magdalena Kozená, 2000 Deutsche Grammophon
- Gluck, Paride ed Elena - McCreesh/Kozená Gabrieli Cons., 2003 Deutsche Grammophon
- Haendel, Ah! mio cor (Arie) - Kozená/Marcon/Venice Baroque, 2006 Archiv Produktion
- Haendel, Dixit Dominus/Salve Regina - Minkowski/Musiciens du Louvre, 1998 Archiv Produktion
- Haendel, Giulio Cesare - Minkowski/Kozenà/Von Otter, 2002 Archiv Produktion
- Handel, Italian Cantatas - Les Musiciens du Louvre/Magdalena Kozená/Marc Minkowski, 2000 Deutsche Grammophon
- Mahler: Des Knaben Wunderhorn - Adagio from Symphony No. 10 - Pierre Boulez/Christian Gerhaher/Cleveland Orchestra/Magdalena Kozená, 2010 Deutsche Grammophon
- Monteverdi, Madrigali - Kozená/Marcon/La Cetra, 2016 Archiv Produktion
- Mozart, La clemenza di Tito - Magdalena Kozená/Scottish Chamber Orchestra/Sir Charles Mackerras, 2006 Deutsche Grammophon
- Ryba: 3 Pastorellas & Czech Christmas Mass - Magdalena Kozená/Capella Regia Musicalis, 2009 Archiv/Deutsche Grammophon
- Vivaldi, Arie da opere e oratori - Kozená/Marcon/Venice Baroque, 2008 Archiv Produktion
- Kozená, Lamento - Arie della famiglia Bach, 2003 Archiv Produktion
- Kozená, Le belle immagini - Arie di Gluck/Mozart/Myslivicek, 2001 Deutsche Grammophon
- French Arias - Magdalena Kozená/Mahler Chamber Orchestra/Marc Minkowski, 2003 Deutsche Grammophon
- Kozená, Lieder - Henschel Quartett/Jiri Barta/Magdalena Kozená/Malcolm Martineau/Paul Edmund Davies, 2004 Deutsche Grammophon
- Kozená, Mozart Arias - Magdalena Kozená/Orchestra of the Age of Enlightenment/Sir Simon Rattle, 2006 Deutsche Grammophon
- Kozená, Enchantment - Les Musiciens du Louvre/Magdalena Kozená/Mahler Chamber Orchestra, 2006 Deutsche Grammophon
- Songs My Mother Taught Me - Magdalena Kozená/Michael Freimuth/Malcolm Martineau, 2008 Deutsche Grammophon
- Kozená, Lettere amorose - Pitzl/Private Musicke, 2009 Deutsche Grammophon
- Kozená, Love and longing: Lieder di Dvorak, Ravel e Mahler - Rattle/BPO, 2011 Deutsche Grammophon
- Kozená, The art of Magdalena Kozená. L'arte di Magdalena Kozená - Rattle/Minkowsky/Marcon/Boulez, 2002/2012 Deutsche Grammophon
- Kozená, Prayer. Brani sacri per voce e organo - Schmitt, 2013 Deutsche Grammophon

### DVD & BLU-RAY parziale
- Mozart, Idomeneo (Salisburgo 2006) - Norrington/Vargas/Kozená, regia Ursel Herrmann, Decca